# Departamento de Molinos
Departamento de Molinos är en kommun i Argentina.   Den ligger i provinsen Salta, i den norra delen av landet, 1 300 km nordväst om huvudstaden Buenos Aires.
Omgivningarna runt Departamento de Molinos är i huvudsak ett öppet busklandskap. Trakten runt Departamento de Molinos är nära nog obefolkad, med mindre än två invånare per kvadratkilometer.